# Rafael Addiego Bruno
Rafael Addiego Bruno (Salto, 23 de fevereiro de 1923 — Montevideo, 20 de fevereiro de 2014) foi um jurista e presidente interino do Uruguai entre 12 de fevereiro e 1 de março de 1985.
Integrou a Suprema Corte de Justiça do Uruguai entre 1984 e 1993, como ápice de uma longa carreira judicial. Ocupando a presidência daquele órgão, serviu como presidente interino de seu país por alguns dias em 1985, entre a data da renúncia de Gregorio Álvarez e a da posse de Julio María Sanguinetti.